# Matthew Zhang
Matthew Zhang (* 16. Juni 2002 in Youngstown) ist ein US-amerikanischer Schauspieler und Synchronsprecher chinesischer Herkunft. Bekannt wurde er durch die Rolle des Oliver Pook aus der Nickelodeon-Fernsehserie Henry Danger.

## Karriere
Als Schauspieler war Zhang in den Filmen Bad Words und A Little Problem zu sehen. Von 2013 bis 2014 spielte er die Rolle des Dong Jing in der Fernsehserie Back in the Game. Von 2014 bis 2018 spielte Zhang die Rolle des Oliver Pook in der Fernsehserie Henry Danger. Als Synchronsprecher lieh er Skunkie aus der Serie Harveys schnabelhafte Abenteuer seine Stimme.

## Privat
Zhangs Familie stammt ursprünglich aus Südchina, später zog sie in die USA, um dort eine Medizinpraxis zu eröffnen. Zhangs älterer Bruder Michael Zhang ist ebenfalls Schauspieler.

## Filmographie
- 2013: Bad Words (Film)
- 2013–2014: Back in the Game (Fernsehserie) als Dong Jing (12 Folgen)
- 2014: A Little Problem (Film)
- 2014–2018: Henry Danger (Fernsehserie) als Oliver Pook (23 Folgen)